# 山本忠房
山本 忠房（やまもと ただふさ）は、戦国時代から江戸時代初期の武将。武田家旗本より徳川家旗本になる。八王子千人同心9人の千人頭の一家となる。徳川甲州九口之道筋奉行の山本忠玄の子。

## 略歴
慶長5年(1600年)会津征伐。河野通玄、志村貞精、窪田正吉、中村安利、山本忠房、計5人の千人頭にて下野国小山参陣。

慶長5年(1600年)関ケ原本戦にて、配下100人に増員して、千人頭10名。村越直吉と先を争い、徳川家康指名にて河野通玄が指揮にて長柄備を指名される。

慶長20年(1615年)の大坂夏の陣御先備。

八王子千人同心の9家の千人頭のうちの一家となる。弟は宗格院の開山。

## その他
武田信玄の軍師、山本勘助の親族とも伝わる。